# Minna Nieminen
Minna Nieminen (ur. 31 sierpnia 1976 w Lappeenrancie) – fińska wioślarka.

## Osiągnięcia
- Mistrzostwa Świata – Sewilla 2002 – dwójka podwójna wagi lekkiej – 11. miejsce[1].
- Mistrzostwa Świata – Mediolan 2003 – dwójka podwójna wagi lekkiej – 18. miejsce[1].
- Mistrzostwa Świata – Gifu 2005 – dwójka podwójna wagi lekkiej – 3. miejsce[1].
- Mistrzostwa Świata – Eton 2006 – dwójka podwójna wagi lekkiej – 6. miejsce[1].
- Mistrzostwa Świata – Monachium 2007 – dwójka podwójna wagi lekkiej – 2. miejsce[1].
- Mistrzostwa Europy – Poznań 2007 – dwójka podwójna – 2. miejsce[1].
- Igrzyska Olimpijskie – Pekin 2008 – dwójka podwójna wagi lekkiej – 2. miejsce[1].
- Mistrzostwa Świata – Poznań 2009 – dwójka podwójna – 9. miejsce[1].
- Mistrzostwa Europy – Montemor-o-Velho 2010 – dwójka podwójna – 10. miejsce[1].